# La Dama Equis Canta: Ritmo Orquídea
Canta El Ritmo Orquídea es el primer álbum de promoción del artista Hugo Blanco, grabado en diciembre de 1960 y único para la empresa Discos Gramcko, en el cual acompañó a la cantante soprano venezolana Teresa de González, apodada artísticamente "La Dama Equis" y quien era esposa del técnico de sonido Antonio González “Gonzalito”, quien realizó la grabación. De esta producción sale la primera canción compuesta por el joven arpista "Alborada", también los inéditos instrumentales: "Salvaje" y "Dulce de Leche", en la primera versión del tema.

## Pistas
| Nº  | Canción                                                 | Duración |
| --- | ------------------------------------------------------- | -------- |
| 1.  | "Añorando" Hugo Blanco                                  |          |
| 2.  | "Salvaje" Hugo Blanco                                   |          |
| 3.  | "Sueños de Ayer" Luis Arismendi                         |          |
| 4.  | "Una Vez Más" José Manzo                                |          |
| 5.  | "Dulce de Leche" Hugo Blanco                            |          |
| 6.  | "Por Las Mañanitas" Luis Arismendi                      |          |
| 7.  | "Melancolía" José Manzo                                 |          |
| 8.  | "Como Lluvia Que Regresa al Cielo" José Enrique Sarabia |          |
| 9.  | "Alborada" Hugo Blanco                                  |          |
| 10. | "El Caminante" José Manzo                               |          |
| 11. | "Incomprensión" Hugo Blanco                             |          |
| 12. | "Copla" Rodrigo Troconiz                                |          |